# 鯨形密耙魚
鯨形密耙魚（学名：Pectenocypris balaena）是輻鰭魚綱鯉形目鯉科的其中一個種，分布於亞洲婆羅洲卡普阿斯河流域，體長可達3.5公分，棲息在底層水域。

## 外部連結
- 鯨形密耙魚的圖片